# Acanthocreagris granulata parva
Acanthocreagris granulata parva es una subespecie de arácnido del orden Pseudoscorpionida de la familia Neobisiidae.

## Distribución geográfica
Se encuentra en España.